# Matthias Bollinger

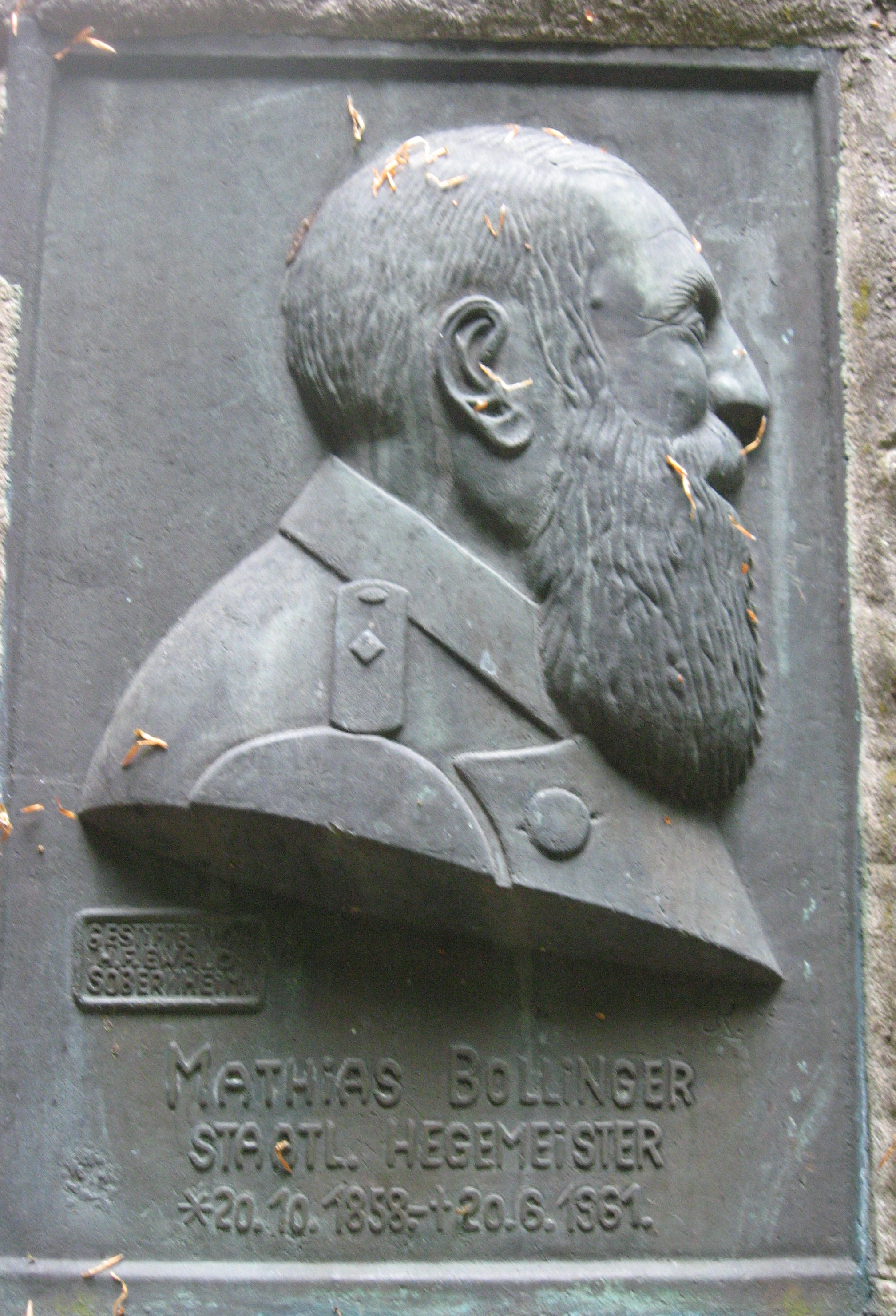
Bollinger-Relief am Alteburgturm

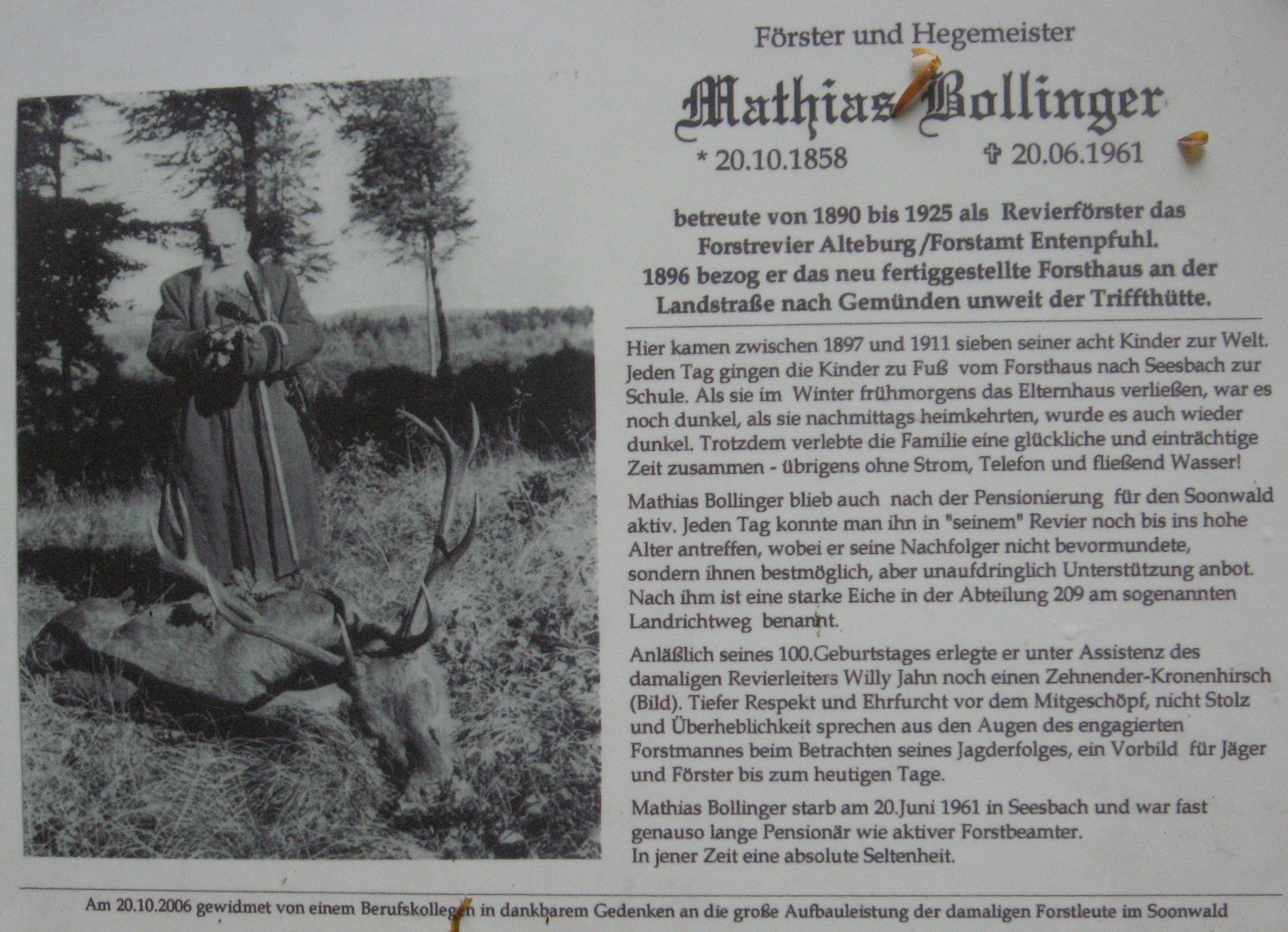
Bollinger-Erläuterungstafel am Alteburgturm

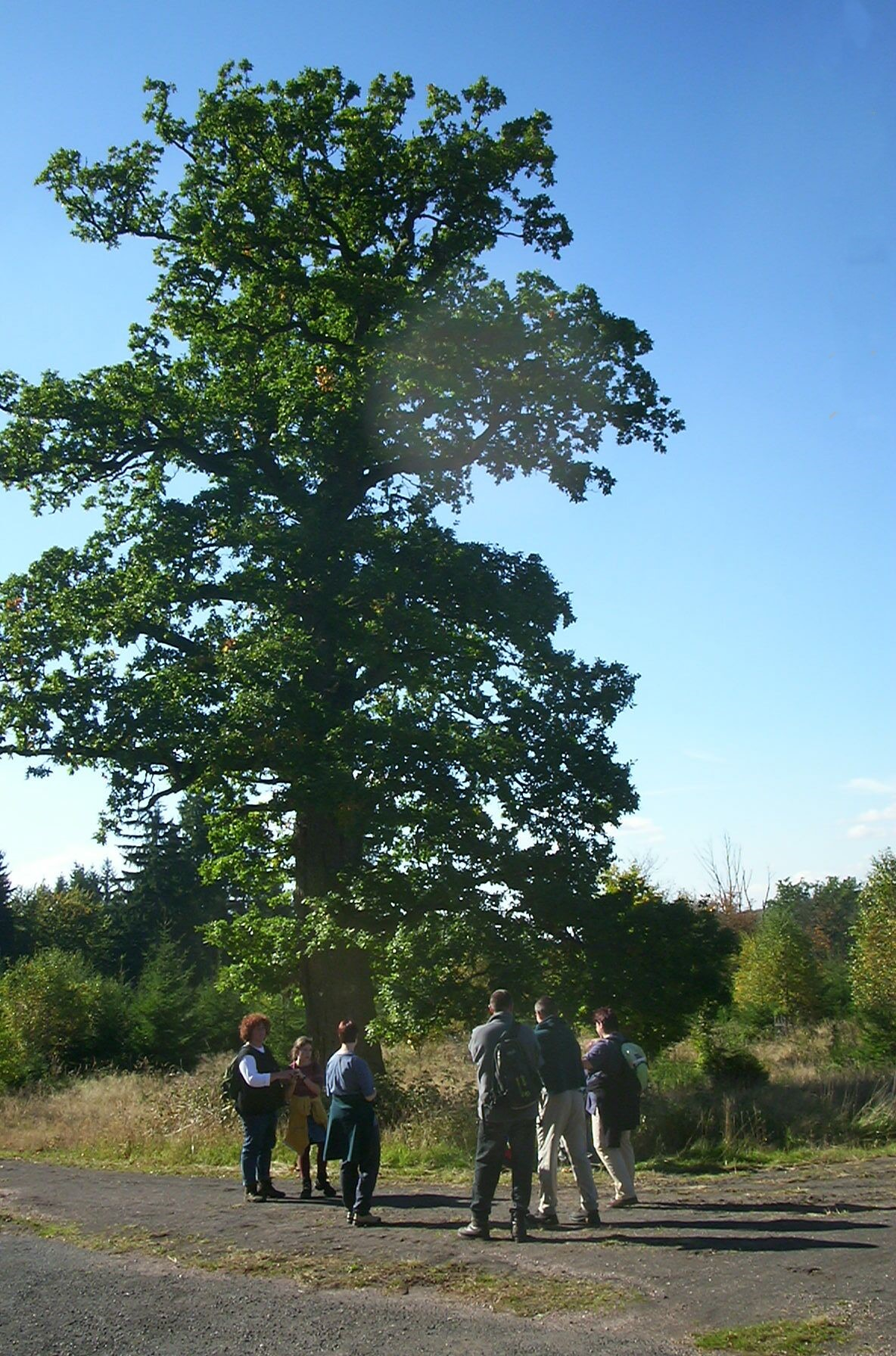
Bollinger-Eiche

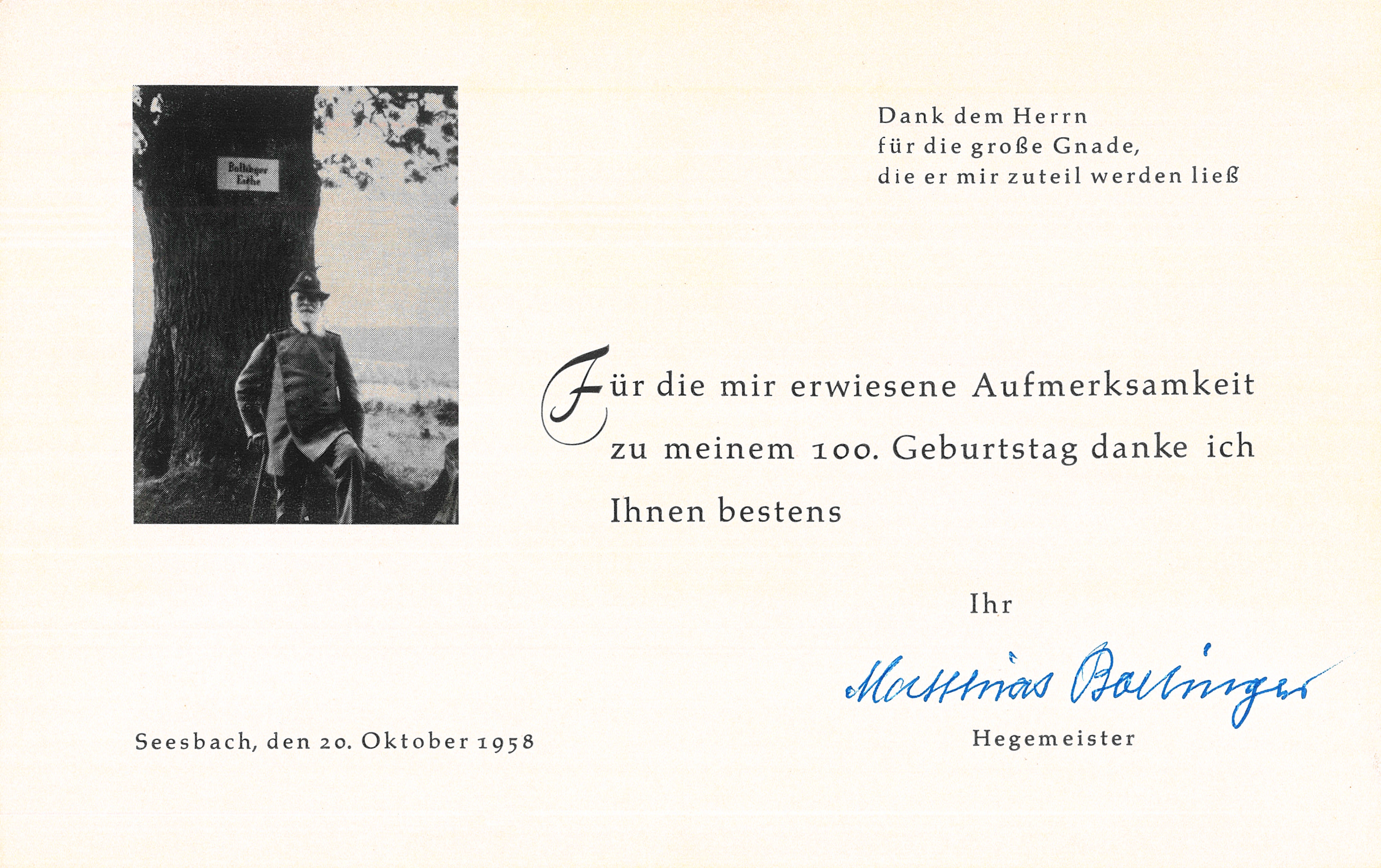
Danksagung anlässlich seines 100. Geburtstags

Matthias Bollinger (* 20. Oktober 1858; † 20. Juni 1961 in Seesbach) war ein deutscher Förster.

## Leben
Matthias Bollinger betreute von 1890 bis 1925 das Forstrevier Alteburg, Forstamt Entenpfuhl im Soonwald, Hunsrück. Er bezog ab 1896 das neu erbaute Forsthaus an der Landstraße zwischen Gemünden und Spabrücken, unweit der Trifthütte.
Legendär wurde Matthias Bollinger durch seine Aufbauleistungen im Soonwald. Nach seiner Pensionierung blieb er dem Soonwald erhalten. Anlässlich seines 100. Geburtstages erlegte er noch einen Zehnender-Kronenhirsch. Eine kapitale Eiche am Landrichtweg wurde nach ihm benannt.